# Linnaea chinensis
Linnaea chinensis är en tvåhjärtbladig växtart som först beskrevs av Robert Brown, och fick sitt nu gällande namn av Alexander Karl Heinrich Braun och Vatke. Linnaea chinensis ingår i släktet linneor, och familjen Linnaeaceae. Inga underarter finns listade i Catalogue of Life.